# プロジェクトX (映画)
『プロジェクトX』（原題: Project X）は、2012年のアメリカのファウンド・フッテージ・ティーン・コメディ映画。
監督はニマ・ヌリザデ、脚本はマイケル・バコールとマット・ドレイク、製作はトッド・フィリップスが務めた。
2012年3月2日に米国、カナダ、英国で公開され、全世界で1億ドル以上の興行収入を記録した。批評家からは、主人公たちの「嫌悪感」に満ちた行動や、薬物使用の影響を軽視している点が指摘された。一方で、1978年に公開されたコメディ映画『アニマル・ハウス』を現代風にアレンジしたような、面白くてスリリングな作品であると評価された。公開後、大規模なパーティでは、この映画を参考にしたり、非難したりする事件が発生した。

## あらすじ
人気者になりたい高校生のコスタとJ.B.は、友人トーマスの17歳の誕生日にパーティーを計画する。両親が週末留守にするトーマスの家を会場に選ぶが、彼は乗り気ではない。しかし、コスタは計画を押し進め、映像記録係としてダックスを雇う。
パーティーの宣伝をする中、トーマスは親友のカービーや憧れの美少女アレクシスを誘う。パーティーの準備中に偶然会ったマイルズ・テラーも、すでにパーティーの噂を聞きつけており、参加を表明する。マリファナの調達に行った先で、コスタはドラッグディーラーのT-リックの庭のノーム人形を盗んで追いかけられるがなんとか逃げ切る。
パーティー開始時刻になっても誰も来ず、トーマスはパーティーが失敗するのではと心配するが突然大勢の客が押し寄せる。客は家の庭から家中に広がり、収拾がつかなくなる。騒ぎを聞きつけた警察が来るが、客たちは隠れてやり過ごし、警察が去るとパーティーは再開される。その後、予期せぬ出来事によりパーティーのボルテージは最高潮に達し、思わぬ展開を迎えることになる。トーマスや友人たちの人間関係にも変化が訪れ、パーティーは手に負えないほどにエスカレートしていく。

## キャスト
- トーマス・マン - トーマス・クブ

- オリバー・クーパー - コスタ

- ジョナサン・ダニエル・ブラウン - J.B.

- カービィ・ブリス・ブラントン - カービィ

- ダックス・フレイム - ダックス

## 製作

### 開発
製作のトッド・フィリップスは、本作を「実験的な作品」と表現している。製作総指揮のアレックス・ハイネマンが基本的なコンセプトを提示した後、制作チームが参加したり聞いたりした思い出深いパーティの話を披露した。脚本家のマイケル・バコールは、「史上最も過酷な高校のパーティ」を作ることを目標に、これらの話を一晩でシナリオの概要にまとめ上げた。その後、数週間かけてストーリーを練り上げていった。バコールとドレイクは、この脚本で「クレイジーになれ」と言われたが、バコールは「私は高校時代オタクだったから、映画に出てくるようなことはしなかった」と告白している。バコールは、『21ジャンプストリート』と『スコット・ピルグリム VS. 邪悪な元カレ軍団』の脚本を同時に手がけている間、たいてい夜に脚本を執筆していた。
ニマ・ヌリザデは、それまでミュージック・ビデオやコマーシャルの監督をしていたが、パーティをテーマにしたアディダスのコマーシャルシリーズの監督を務めたことで、プロデューサーの注目を集めた。ヌリザデは、プロデューサーたちに、自分がどのように脚本を書きたいか、どのような雰囲気の映画にしたいかを説明し、最終的にはロンドンからロサンゼルスに連れてこられた。フィリップスは、ヌリザデの解釈が自分のビジョンに合致していると考え、長編映画デビュー作としてヌリザデを起用することに影響を与えた。
『プロジェクトX』は映画のタイトルではなかったが、このプロジェクトにまつわる噂の秘密を利用して、興味を引くために付けられた。さらに、プロデューサーは、出演希望者に完全な脚本を送らず、透かしの入った個別のページだけを提供することにした。

### 撮影
2010年6月14日、製作費1,200万ドルをかけて、ロサンゼルスで主要撮影を開始する予定だった。撮影は、カリフォルニア州バーバンクにあるワーナー・ランチで、25日間の夜5時から朝5時まで行われた。セットには、複数の家が建ち並ぶ擬似的な住宅地が含まれていた。トーマスの家は、1987年にシルバー監督が製作したアクション映画『リーサル・ウェポン』でダニー・グローヴァー演じるロジャー・マータフが使用していた家の真向かいに位置していた。
セットで撮影することにしたのは、効果的に閉鎖でき、夕方から早朝まで撮影できるような実在の地域を探すのが難しかったからである。フィリップスの説明によると、実在する地域を使うことは、映画の撮影に必要な火災の被害のためにも困難だった。撮影のためにセットの多くが破壊された。後のシーンのセットを修復して前のシーンを撮影することは困難であったため、映画はほぼ時系列で撮影された。マンは撮影中の様子を「パーティのような雰囲気」と表現し、ニューヨークのディスクジョッキーであるジェシー・マルコが、カメラが回っていない時でも現場で音楽を演奏し、キャストやエキストラのエネルギーを維持した。同じエキストラの多くが何晩も撮影に参加し、シーンの合間にもパーティを続けていた。また、エキストラが踊っているだけの映像が20分にもわたって繰り返し撮影された。撮影中、近隣の住民から騒音に関する苦情が寄せられたため、バーバンク警察が撮影現場に呼ばれた。
『プロジェクトX』は、シネマ・ヴェリテ方式で撮影されており、パーティを観察するカメラマンの一人称視点で映画の出来事を映し出すことで、観客が制御不能のパーティに参加しているかのような効果を生み出しています。ヌリザデは、このスタイルによって映画が「リアル」に見え、「子供たちがやっていることの現実の一部を見せることができた」と語っている。撮影監督のケン・センとヌリザデは、12種類のカメラシステムをテストした上で、自然光やストロボによる急激な照明の変化に対応できるかどうかを考慮して、デジタルハイビジョンビデオカメラ「SONY F23」を選択した。
映画は主に主人公のダックスと彼のカメラの視点で描かれているが、ヌリザデは、出演者やエキストラにBlackBerryやiPhoneなどの録音機器を持たせ、カメラマンの視点や知識から外れた場所で起こる出来事を撮影して映像を得た。その結果、何時間にもわたって使用できない映像が残り、ヌリザデと彼のチームはそれを観察して、最終的な映画に組み込むことができる部分を見つけなければならなかった。ヌリザデは、「本物の素材を本物の人間が撮影すると、なんだかそれらしくなってしまう。それはファウンドフッテージ。私は、10時間もフリップ映像の断片を探すのが嫌だった。人々は停止ボタンを押さなかったので、ポケットに入っているようなものです。でも、最高だった」と語っている。他にも、架空の警察やニュースカメラからの映像が提供され、事件を違った角度から見ることができた。

## 公開
2012年2月29日にハリウッドのグローマンズ・チャイニーズ・シアターでワールドプレミアを開催し、その後、キッド・カディ、タイラー・ザ・クリエイター、ザ・ハンドレッド・イン・ザ・ハンズが出演するアフターパーティが行われた。
2011年11月に公開を予定していたが、同年8月に公開日が4ヶ月延期され、2012年3月に公開された。2012年3月1日にオーストラリアで先行公開された後、3月2日に米国とカナダで公開された。

## 評価

### 興行成績
興行成績は、製作費1,200万ドルに対し、北米で5,470万ドル、その他の地域で4,800万ドル、全世界で1億270万ドルを記録した。
アメリカとカナダの1,003の劇場で公開され、深夜の興行収入が120万ドルに達した。その後、公開館数を3,055館に増やし、深夜の興行収入を含めて820万ドルの興行収入を記録した。1館あたりの平均興行収入は6,891ドルで、家族向けアニメ映画『ロラックスおじさんの秘密の種』（7,020万ドル）に次ぐ週末興行成績第2位となり、10代半ばから後半の興行成績になるという予想を上回った。『プロジェクトX』は、男性や若者に高い人気を博し、オープニング週末の観客の58％が男性、67％が25歳以下の若者だった。
北米以外では、フランス（380万ドル）、オーストラリア（130万ドル）、ドイツ（120万ドル）で最も成功したオープニング週末となった。また、これらの国では、フランスで1,500万ドル、オーストラリアで440万ドル、ドイツで430万ドルと、総売上高も最大となった。

### 批評家の反応
Rotten Tomatoesでは、138件のレビューから28％の支持率を得ており、平均評価は4.4/10となっている。同サイトの批評家の意見は「独創性がなく、面白くもなく、全体的に魅力のない『プロジェクトX』は、ティーン・ムービーとファウンド・フッテージのジャンルの深みにはまり、予想通りの意地悪な道楽を87分間にわたって繰り広げた」とまとめている。Metacriticでは、25人の批評家による加重平均スコアが100点満点中48点となっており、「賛否両論または平均的な評価」となっている。CinemaScoreの調査によると、映画ファンの平均評価は、A+からFのスケールで「B」となっており、若い男性の評価が最も高く（A）、一般的に男性の評価（B+）が女性（C+）よりも高くなっている。

## 影響

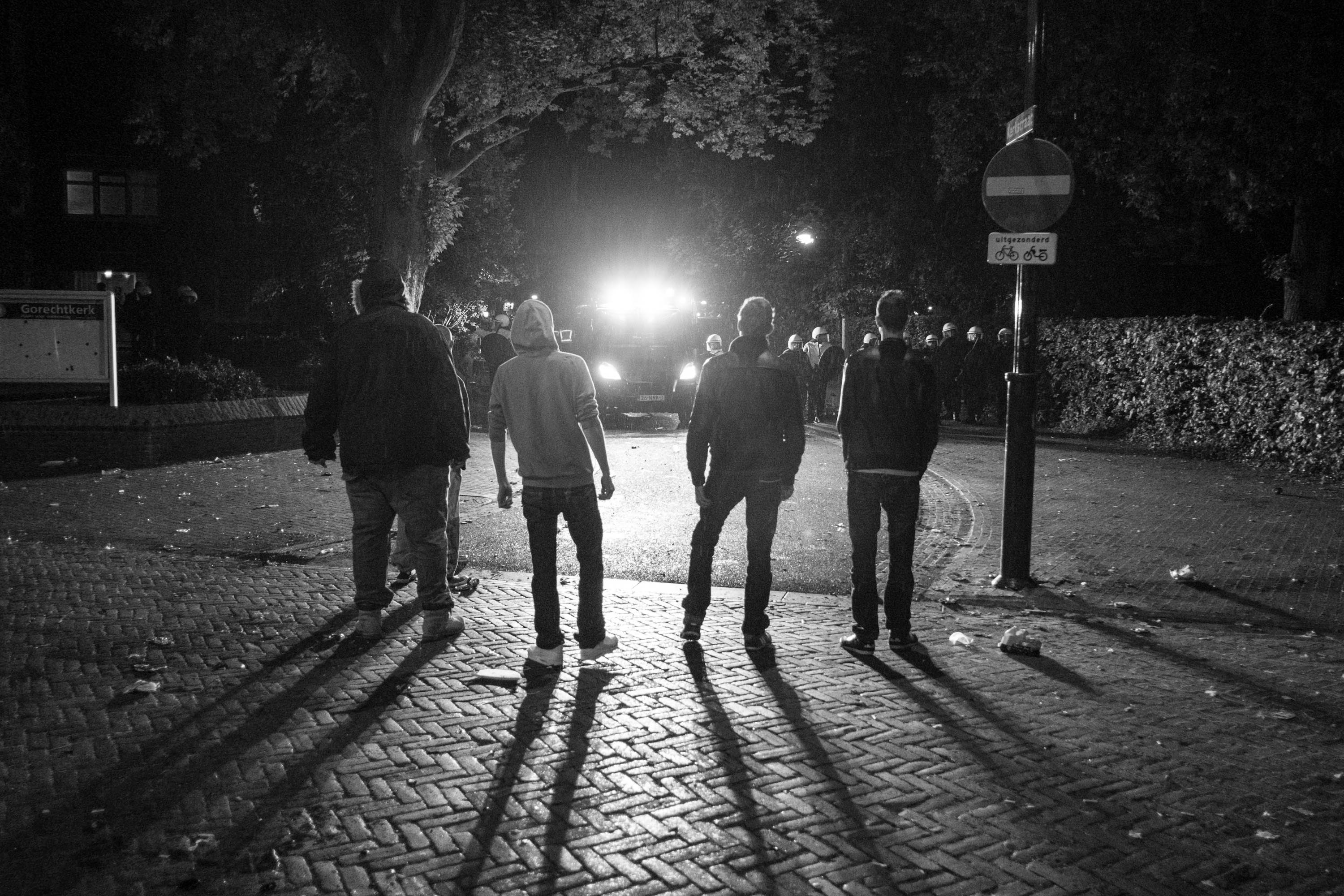
2012年にオランダのハーレンで開催された『プロジェクトX』にインスパイアされたパーティ「Project X Haren」で警察の前に立つ若者たち。

2012年3月9日、ミシガン州ファーミントン・ヒルズの高校生マイキー・ヴァソフスキーがTwitterに投稿したパーティの招待状が、その後、1秒に1回再送されるほど何千人ものユーザーに渡り、Craigslistに掲載されたことで、「Project M」が初めてメディアに注目されるイベントとなった。バソフスキーはこのパーティを「Project M」と名付け、招待状にはパーティ会場となる抵当物件の住所が記載されていた。3月9日の午前9時には、パーティに参加する可能性のある人々がその場所に到着し始めたが、午前11時には、警察が人々を敷地外に誘導し始めたため、パーティは中止になった。バソフスキーは、昇進した仕事をもとに、ゴーカー・メディアから夏季インターンシップのオファーを受けた。
2012年3月13日、フロリダ州ミラマーとテキサス州ヒューストンで、2つの異なるパーティが試みられた。ミラマーでは、抵当物件に人々が招待され、「Project X House Party 2」として映画を再現した。パーティが始まる前に主催者が逮捕され、19,000ドルの犯罪被害で起訴された。警察は、パーティが中止になったことを知らずに敷地に近づいた2,000人の若者を追い返したとした。ヒューストンでは、13人の若者がパーティを開き、空き家に最大10万ドルの損害を与えることに成功し、逮捕された。警察が10代の若者に動機を尋ねたところ、彼らはこの映画に触発されたと主張した。また、ヒューストンで行われた2回目のパーティでは、500人から1,000人の参加者が集まったが、警察がイベントを中止させようとした際に参加者が銃を発砲したため、1人が死亡するという結果になった。
2012年9月21日、オランダの小さな町ハーレンで開催されたパーティが、Facebookの招待状をきっかけに暴走しました。ニュースでは、「『プロジェクトX』というアメリカ映画について複数の言及があった」、「『Project X Haren』と書かれたTシャツを着ていた参加者がいた」などと報じられた。被害額は100万ユーロ（132万ドル）以上と推定されている。
2012年、アルゼンチン・ブエノスアイレス州ピラール・パルティードで、「Proyecto X」（スペイン語で「プロジェクトX」）と呼ばれるパーティが開催された。このイベントには4,500人の若者が集まり、アルコールが販売された。
2014年、ミシガン州メコスタ郡で「Project P」と呼ばれるパーティが開かれ、孤立したファームハウスに2,000人以上が集まった。このパーティのために、ゴーゴーダンサー、ストリッパー、火炎放射器、2人のDJが雇われていたと言われている。数十人の参加者が薬物（特にヘロイン）やアルコールの過剰摂取により地域の病院に搬送され、その中には性的暴行の報告もされた。駆けつけた7つの機関の警察は、数百人の酔っぱらったドライバーが現場から逃げ出す危険性があったため、周辺から事態を収拾することを選択した。レイヴの主催者として疑われた3人が正式に起訴された。
2014年8月16日、メキシコのハリスコ州サポパン市で、「La Fiesta de los 4 mil」と呼ばれるパーティが、アレハンドロ・シャシン・ゴドイという青年がFacebookでイベントを行ったことで、制御不能になった。このパーティは、彼の誕生日に開催された。災害発生から数日後、このイベントの参加者は6799人に達していた。負傷者は6名、逮捕者は281名だった。ゲストの大半は10代の若者だった。グアダラハラ警察によると、ゲストは銃を持ち、パーティで462グラムのマリファナを所持していた。シャシンは、パーティでの損害に対して2.800ペソの罰金を科せられた。

## 続編の可能性
公開から4日後の2012年3月6日、ワーナー・ブラザースはバコールが再び脚本を担当する続編を発表した。2015年5月19日、スタジオは続編のタイトルを『Project XX』とすることを正式に発表し、当初は2016年8月19日の公開を予定していたが、正式には決定しなかった。